# Simone Peterzano
Simone Peterzano (Venezia, 1535 – Milano, 1599) è stato un pittore italiano, attivo nell'età della Controriforma e maestro di Caravaggio.

## Biografia
Non vi sono più incertezze sui natali di Peterzano, figlio di una famiglia di origine bergamasca, ma nato a Venezia, dove già il nonno si era trasferito con la famiglia. La famiglia Peterzano, di provenienza dalla val Brembana da Cornalita, frazione di San Giovanni Bianco, era presente già a Venezia nel 1521 nella figura di Maffeo, che aveva una bottega di orafo con il figlio Francesco, rispettivamente nonno e padre dell'artista. Peterzano non chiarì nei suoi scritti il dilemma: in alcuni amava firmarsi come bergamasco, in altri come veneto. È certo che a Venezia fu giovanissimo allievo di Tiziano e vi restò fino ai suoi ventiquattro/venticinque anni. Sarà sua premura ripetere sempre nelle sue opere l'essere cresciuto artisticamente nella bottega veneziana di Tiziano, firmando almeno una decina di opere come “de Tiziani” o “de Tiziano” o ancora “de Titianis”. Queste sue firme, poste davanti a un notaio durante il contratto di committenza, diventano per l'artista una specie di dato identificativo e patronimico. Scriverà di lui Giovanni Paolo Lomazzo nel 1584: “Simone Peterzano Venetiano pratico et dilettevole pittore discepolo di Titiano” e nel 1590, in riferimento a un dipinto andato perduto del veneziano: “[…] un presepio di Cristo con tutto ciò che gli appartiene di mano del mirabile Tiziano, maestro di Simone Peterzano, il quale ora vive ed è per vivere eternamente nelle opere sue eccellentissime per ogni parte ma vagamente espresse e singolarmente per la somma vaghezza, e leggiadria […]”.
La sua attività rimase per molto tempo dimenticata dalla critica; importante fu il ritrovamento da parte di Nikolaus Pevsner, nel 1927, dell'atto notarile che legava l'artista al giovane Merisi, diventando quindi famoso per essere stato il maestro di Caravaggio e riportando così i suoi lavori all'attenzione. La prima opera milanese fu identificata da Mina Gregori nel 1990, Venere e Cupido con due satiri, conservato nella pinacoteca di Brera. Ha una forte impronta veneta e tizianesca con la Venere del Pardo.
Simone Peterzano fu uno degli esponenti del tardo manierismo lombardo.
Peterzano comparve sulla scena milanese, dove era arrivato nel 1572, con gli affreschi della controfacciata della chiesa di San Maurizio al Monastero Maggiore (1573), dove traspare la sua formazione veneta, in particolare con riprese di Paolo Veronese e Tintoretto. Lo stesso anno dipinse due affollate tele con Storie dei Santi Paolo e Barnaba per la chiesa di San Barnaba, sempre a Milano. Risalgono a questo periodo anche la bella Pietà, oggi conservata in San Fedele, e la Pentecoste, già in San Paolo Converso e poi nella basilica di Sant'Eufemia.

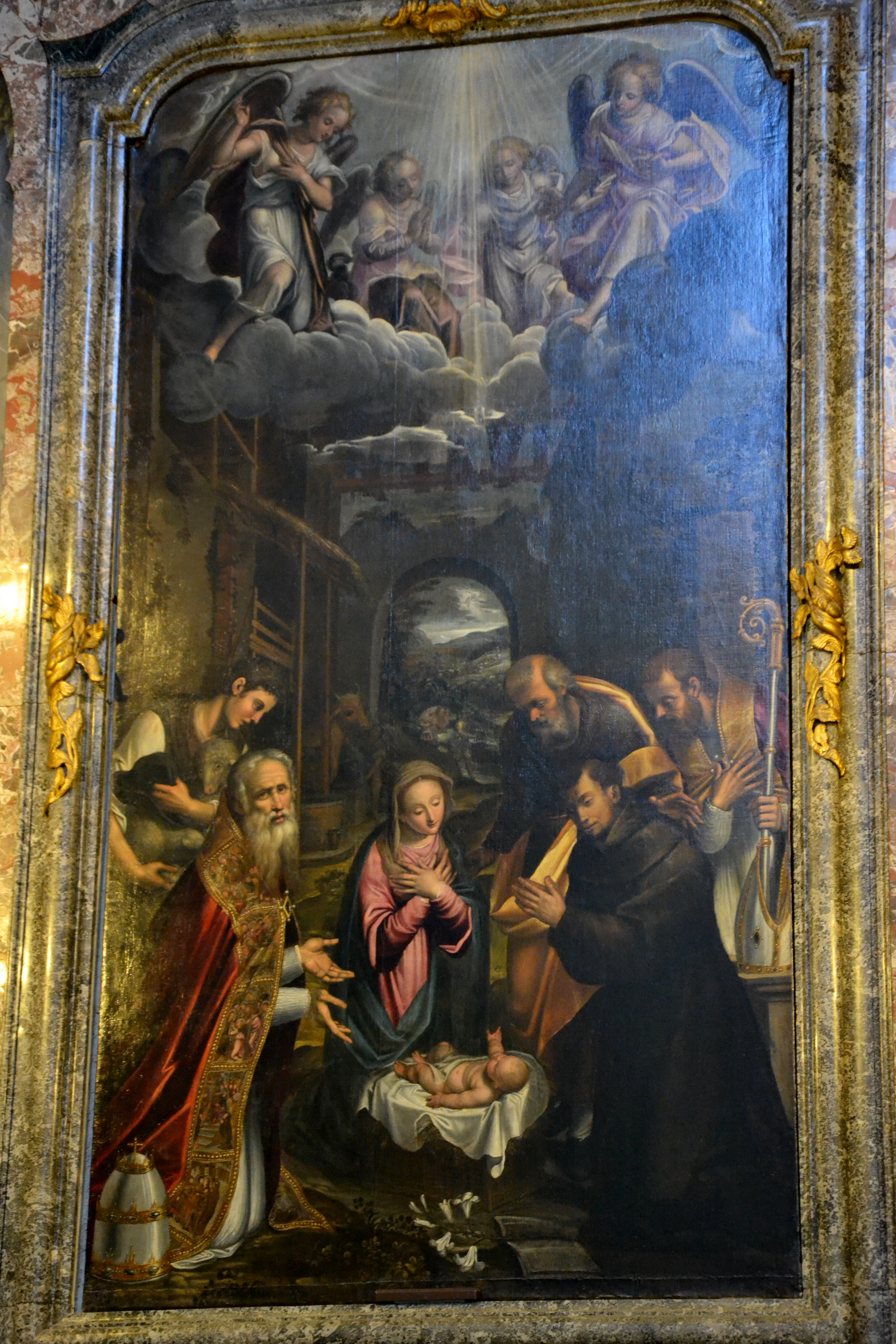
Natività con sant'Antonio, Giovanni XIV Canepanova e Ippolito de Rossi, chiesa di Santa Maria di Canepanova

Tra il 1578 e il 1582 Peterzano eseguì gli affreschi del presbiterio e del coro della Certosa di Garegnano, uno dei vertici della sua arte, dal cromatismo ricco e sontuoso, in cui l'educazione veneta si coniuga con l'imponenza e la severità richiesti dalla chiesa milanese negli anni di san Carlo Borromeo; nello stesso periodo dipinse una Natività con santi e angeli nella chiesa di Santa Maria di Canepanova a Pavia.
Tra le sue ultime opere, caratterizzate da fredda e ascetica monumentalità, le Storie di sant'Antonio di Padova, ad affresco, per la chiesa milanese di Sant'Angelo, la pala con La Madonna col Bambino tra i santi Benedetto, Mauro, Giustina e Caterina nella parrocchiale di San Maurizio a Bioggio (Canton Ticino) e la pala con Sant'Ambrogio tra i santi Gervasio e Protasio (1592), un tempo nel duomo di Milano e ora conservata nella Pinacoteca Ambrosiana.

## Opere

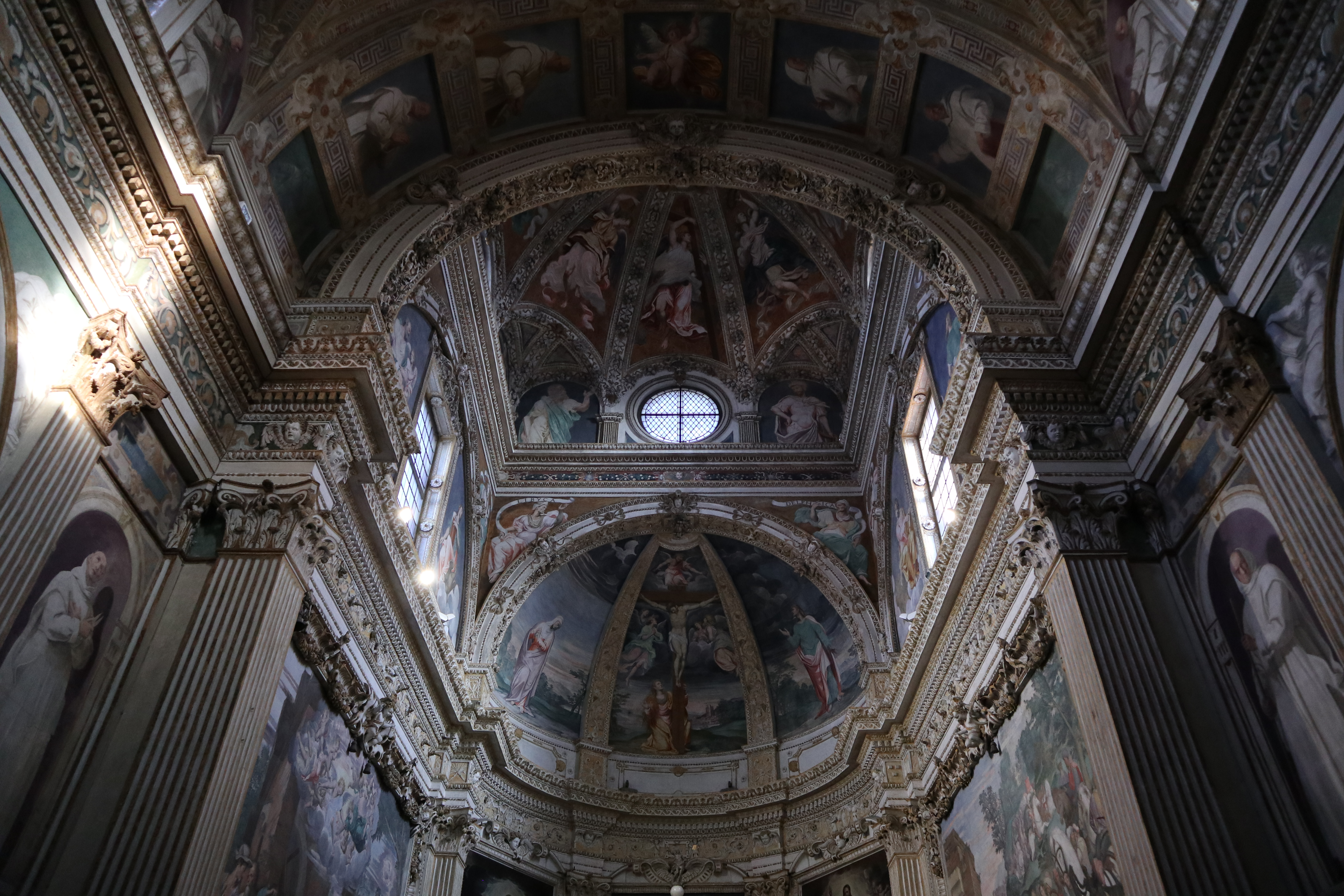
Le volte del presbiterio della Certosa di Garegnano

- Annunciazione, 1560, olio su tela (180x121), Museo Jeanne d'Aboville, La Fère
- Annunciazione, 1577, olio su tela (305x172), Museo diocesano, Milano;
- Venere e Cupido e un satiro, 1565-1570 circa, olio su tela (186x102), Statens Museum for Kunst, Copenaghen
- Venere e Cupido con due satiri in un paesaggio, 1568-1570, olio su tela (135,2x206,9), Pinacoteca di Brera, Milano
- Deposizione di Cristo dalla croce, 1572-1575, olio su ardesia (52x35), Musée des Beaux-Arts, Strasburgo
- Affreschi della controfacciata, 1573, chiesa di San Maurizio al Monastero Maggiore, Milano
- Storie dei santi Paolo e Barnaba, 1573, chiesa di San Barnaba, Milano
- Affreschi del presbiterio, 1578, Certosa di Garegnano
- Natività con santi e angeli, chiesa di Santa Maria di Canepanova, Pavia
- Pietà, chiesa di San Fedele, Milano
- Pentecoste, basilica di Sant'Eufemia, Milano
- Storie di sant'Antonio di Padova, chiesa di Sant'Angelo, Milano
- Angelica e Medoro, datazione sconosciuta, collezione privata
- Deposizione di Cristo, 1584, chiesa di San Giorgio, Bernate Ticino
- Allegoria della musica, 1579-1580, olio su tela, (124,5x99), collezione privata[10]
- Autoritratto, collezione Maurizio Calvesi, Roma
- Cristo nell'orto, Museo diocesano, Milano
- Sacra famiglia con san Giovannino e un angelo, collezione Olivetti Rason, Firenze
- Assunzione della Vergine, Chiesa di Santa Maria della Passione, 1587 circa
- Assunzione della Vergine, chiesa dei santi Pietro e Paolo, Vertemate con Minoprio